# Linia kolejowa Nowozybkow – Klimow
Linia kolejowa Nowozybkow – Klimow – linia kolejowa w Rosji łącząca stację Nowozybkow ze ślepą stacją Klimow. Zarządzana jest przez Kolej Moskiewską (część Kolei Rosyjskich).
Linia położona jest w obwodzie briańskim. Na całej długości jest niezelektryfikowana i jednotorowa.

## Historia
Linia powstała jako część linii Nowozybkow - Nowogród Siewierski. Początkowo leżała w Imperium Rosyjskim, następnie do 1991 w Związku Sowieckim. Od 1991 położona jest w Rosji.
Jeszcze na przełomie XX i XXI w. linia biegła dalej do leżącego na Ukrainie Nowogrodu Siewierskiego, w późniejszych latach linię na południe od Klimowa rozebrano, czyniąc Klimow stacją krańcową.